# Горн (дворянский род)
Горн (швед. Horn; по-шведски произносится как «Хурн») — шведско-финляндский дворянский род, многие представители которого сыграли значительную роль в истории Швеции.

## История

Герб баронов Горн аф Оминне

Основателем рода считается финляндский дворянин Улоф Маттссон (ум. не ранее 1415), который был дедом члена риксрода Класа Хенрикссона (ум. ок. 1520). Фамилия Горн стала употребляться с XVI века. Многие члены рода занимали высшие государственные посты Швеции. Один из них, Клас Кристерссон, в 1561 году стал бароном Горном аф Оминне. Его потомки в пятом поколении, Фредрик и Густав Адольф Горн, в 1772 году получили графский титул. От них произошла графская ветвь линии Горн аф Оминне. Баронская же ветвь пресеклась в 1775 году.

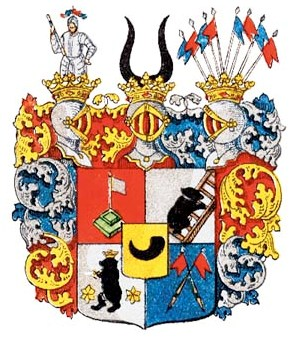
Герб графов Горн аф Бьёрнеборг

К другой линии рода, которая в 1625 году была внесена в матрикулы Рыцарского собрания под именем Горн аф Канкас (по названию усадьбы в финском приходе Маску), относятся графы Горн аф Бьёрнеборг (графы с 1651, пресёкся в 1657), бароны Горн аф Мариенборг (бароны с 1651, пресёкся в 1728), а также графы Горн аф Экебюхольм. Графская ветвь Горнов аф Экебюхольм произошла от крупного политика периода «эры свобод» Арвида Горна, ставшего в 1706 году графом, и пресеклась в 1798 году со смертью его единственного внука.
К ветви Горн аф Канкас принадлежал и Григорий-Густав Горн, выехавший в XVIII в. в Россию и поселившийся в Эстляндии. Один из его сыновей, Пётр Григорьевич (1771—1847), был тверским и виленским губернатором. Его сыновья признаны в России графами в 1860 году. Род этот внесён в V часть родословной книги Виленской, Ковенской и Тверской губерний.
В Швеции имелся ещё один род, носивший эту же фамилию (швед. Horn af Rantzien), однако он вёл своё происхождение из Померании.

## Наиболее значительные представители рода
- Хенрик Классон Горн (аф Канкас) (ок. 1512—1595) — главнокомандующий шведскими войсками в Эстляндии во время Ливонской войны
- Клас Кристерссон Горн (аф Оминне) (1517—1566) — главнокомандующий шведскими войсками во время русско-шведской войны 1554—1557 годов, верховный адмирал
- Карл Хенрикссон Горн (ок. 1550—1601) — фельдмаршал, дипломат
- Кристер Классон Горн (аф Оминне) (1554 — ?) — дипломат
- Хенрик Горн (1578—1618) — член риксрода, дипломат
- Клас Горн (1583—1632) — член риксрода
- Эверт Горн (1585—1615) — главнокомандующий шведскими войсками во время польско-шведской интервенции периода Смуты
- Густав Горн, граф аф Бьёрнеборг, барон аф Мариенборг (1592—1657) — фельдмаршал, член риксрода
- Густав Горн (1614—1666) — член риксрода, генерал-губернатор Ингерманландии и Кексгольмского лена, фельдмаршал
- Хенрик Горн (1618—1693) — член риксрода, фельдмаршал, генерал-адмирал
- Кристер Горн (1622—1692) — член риксрода, генерал-губернатор Ингерманландии, фельдмаршал
- Бенгт Горн (1623—1678) — член риксрода, губернатор Эстляндии, дипломат, фельдмаршал
- Арвид Бернхард Горн (аф Экебюхольм) (1664—1742) — государственный деятель, дипломат, член риксрода, лидер партии «колпаков»
- Адам Горн (аф Экебюхольм) (1717—1778) — член риксрода, дипломат
- Катарина Эбба Горн (1720—1781) — любовница Фредрика I, рейхсграфиня
- Клас Фредрик Горн (1763—1823) — участник заговора против Густава III
- Клас Фредрик Горн (аф Оминне) (1791—1865) — политик, губернатор Стокгольмского лена